# Jaqueline Tyrwhitt
Jaqueline Tyrwhitt (Pretoria, 1905 – 1983) è stata un'architetta del paesaggio, una town planner, docente, editrice, traduttrice e organizzatrice di alcuni importanti eventi e congressi nella storia contemporanea dell'architettura e della pianificazione europea e mondiale.

## Biografia
Nata a Pretoria, in Sudafrica, nel 1905, da genitori inglesi, padre architetto e madre appassionata di sociologia, passò la prima parte della sua vita a Londra. Lavorava come segretaria in diverse edizioni dei Congressi CIAM.

### Vita e carriera
Professionista dalle rare capacità organizzative, svolse dal 1941 per 6 edizioni il ruolo di
segretaria e coordinatrice del gruppo MARS e dei CIAM; in particolare si occupò della fase preliminare dei vari congressi, della raccolta di documenti e della
raccolta e ordine degli interventi e dei report dei dibattiti svoltisi durante l'evento, fino alla pubblicazione di libri che ne potessero diffondere i
contenuti.
Diplomatica e comunicativa, iniziò nel 1953 una collaborazione stabile con le Nazioni Unite, venne chiamata ad organizzare e dirigere un seminario sulla social housing in India, per poi
moltiplicare le sue esperienze in altre missioni in Africa ed Asia. Contribuì in maniera chiave alla esportazione di modelli europei negli Stati Uniti, a partire dalle politiche di ricostruzione post-bellica inglesi illustrate in Canada e a Yale su invito del Ministro dell'Informazione inglese. Questo viaggio rappresentò la prima esperienza di questo tipo per lei; in questo caso
ebbe un ruolo di relatrice in un tour di conferenze nel nuovo continente per illustrare le strategie di pianificazione connesse alla prospettiva di ricostruzione postbellica: in tempi successivi i ruoli a lei riservati furono di consulente e organizzatrice per seminari e congressi in paesi emergenti.
Dotata di una cultura vasta e di un'aperta mentalità, costituì un ponte per l'importazione ed il confronto tra teorie provenienti dal contesto giapponese ed indiano in terra occidentale. (a proposito si veda Ellen Shoshkes “East-West:
Interactions between the United States and Japan and their Effect on Utopian
Realism”
article for the Journal of Planning History, 2004, n.3)
Nonostante sia stata autrice di pochi testi da lei direttamente scritti, la sua attività intorno alla edizione di libri e saggi fu intensa durante tutta la sua vita: Jaqueline era fortemente convinta del potere di diffusione teoretica dei libri; la sua personale formazione e alcune collaborazioni in prima persona furono frutto se non diretta conseguenza di alcune sue letture, come nel caso di Lewis Mumford o di Sigfried Giedion. Era una fedele seguace delle idee di Patrick Geddes, che promosse tramite alcune importanti pubblicazioni, le uniche al tempo dedicate alla sua opera; Jaqueline fu uno dei più attivi promotori del messaggio di questo biologo scozzese, pioniere nell'introduzione di studi sociologici e storici nello sviluppo ed evoluzione degli spazi urbani, curandone la diffusione tramite le edizioni dei
suoi libri. Persino la metafora organica avanzata dai Metabolisti giapponesi fin dalla pubblicazione del loro manifesto nel 1960 è in parte riconducibile
all'influenza delle teorie di Patrick Geddes, e questo rende il ruolo di chi ha contribuito a diffonderle ancora più importante. Questo fenomeno venne seguito da
vicino dalla Tyrwhitt, grazie al rapporto di confidenza ed amicizia con l'architetto Fumihiko Maki.
Durante gli anni di servizio al CIAM la nostra protagonista mantenne un
impegno costante per la pubblicazione dei contenuti dei congressi e delle
riflessioni che Particolare rilevanza inoltre ebbero: il libro pubblicato con José Louis Sert ed Ernesto Nathan Rogers, in seguito all'8º congresso dei Ciam in Hoddesdon Il cuore della città : per una vita più umana delle comunità, 1954; si trattava non solo di una pubblicazione per diffondere i contenuti del congresso, ma puntava ad essere un
punto di partenza per la formulazione di una teoria che potesse essere
discussa. Con altri obiettivi anni dopo pubblicò con Martin Meyerson, town
planner e professore statunitense, “Face of the metropolis” nel 1963, dove venne
analizzato lo spazio urbano in decine di diverse città in tutto il mondo. Un
progetto completamente differente portò alla edizione, con la docente di Urban Affairs dell'università di Pittsburgh Gwen Bell “Human Identity in the Urban Environment”, nel 1972, una raccolta di contributi di personaggi
illustri come Arnold Toynbee, la sociologa Margaret Mead, Christopher Alexander, Jean Gottman.
La direzione
o co-direzione di alcuni periodici che potessero raccogliere e diffondere
teorie e studi specialistici costituì parte integrante dell'attività di
editrice di Jaqueline Tyrwhitt: segnaliamo in particolare il giornale Ekistics, nato dal intenso rapporto
personale e professionale con l'architetto greco Constantinos Doxiadis,
fondatore di quella che lui stesso definì “la scienza degli insediamenti
umani”. Proveniente da un contesto completamente diverso, curò interamente
l'edizione del giornale Exploration,
fondato per diffondere gli studi condotti da lei e da un gruppo di ricerca
formato dal teorico della comunicazione Marshall McLuhan, con l'antropologo
Edmund Carpenter e l'economista William Thomas Easterbrook all'università di
Toronto, in Canada. [1]
Fu cura della Tyrwhitt mantenere
costanti ed attivi i rapporti con tutte le figure con le quali entrava in
contatto, questa la ragione per cui fu incaricata di organizzare, con Doxiadis,
un nuovo congresso per discutere i temi connessi alla pianificazione e
all'architettura del abitare, ispirati alle riunioni dei Ciam: i Simposi di
Delos. In questi congressi rivelò la sua efficienza di organizzatrice ma anche
la sua capacità creativa nel creare occasioni attrattive per una comunità di
studiosi che convergevano in Grecia da tutto il mondo per prendervi parte. Dalla
sua esperienza a Toronto, per esempio, inviterà McLuhan che parteciperà negli
anni successivi ai Simposi di Delos, e conoscerà lì un inaspettato sostenitore,
Buckminister Fuller. 
Per anni Jaqueline Tyrwhitt svolse il ruolo di traduttrice dei libri di Sigfried
Giedion, alcuni dei quali esercitarono una forte influenza alla loro
pubblicazione; un processo complesso e dinamico in quanto avveniva durante la
stesura del libro stesso, e non in un secondo momento una volta completata
l'opera in lingua originale, a volte con feroci discussioni con l'autore. Fu
autrice di altre traduzioni, come della tesi di dottorato di Costantinos
Doxiadis: “Architectural Space in Ancient Greece”.
La carriera
di educatrice e docente iniziò quasi per caso, grazie alle condizioni imposte dal
secondo conflitto mondiale, durante il quale le venne proposto di sostituire il
direttore E.A.A.Rowse, suo ex professore; Jaqueline diresse e organizzò un
Corso per Corrispondenza di Guerra (War Correspondence Course) per
studenti di town planning che si trovano al fronte. Il corso era riconosciuto
dal goversno inglese con una prospettiva ben precisa: in vista del Town
Planning Act per la futura ricostruzione del paese, una volta finito il
conflitto, era espresso obbiettivo del corso formare tecnici che potessero
lavorare in questo progetto.
Un aspetto doveroso da sottolineare è che i ruoli che Jaqueline Tyrwhitt ha
ricoperto sono stati strettamente interconnessi tra loro durante tutta la sua
vita: personaggi illustri che avevano avuto modo di osservare le sue qualità
durante i congressi CIAM la convocarono, una volta emigrati negli Stati Uniti,
per tenere corsi all'università, i quali corsi erano a loro volta occasioni per
approfondire tematiche che erano state citate nei congressi da lei presieduti
od organizzati.
Per 14 anni Jaqueline Tyrwhitt rivestì il ruolo di docente alla Graduate
School of Design ad Harvard, all'apice della sua carriera accademica e
pedagogica: sviluppò programmi di studi e corsi, mantenendo sempre uno stretto
contatto con J. L. Sert e altri colleghi provenienti da precedenti esperienze
come i CIAM, i cui contenuti discussi nei congressi vennero portati avanti
nelle Urban Design Conference, ma sotto una nuova luce e non assunti come
teorie cristallizzate. Durante questi incontri emersero alcune importanti
questioni sulle critiche del movimento moderno e sulle tendenze allora
presenti. Grazie a queste conferenze ad Harvard nacque nel 1959 con successo il
primo programma di Urban Design degli Stati Uniti.
Quello che accomuna le diverse esperienze da lei vissute è l'alto grado di
coinvolgimento a cui si presta, e la sua capacità di farsi portatrice attiva di
modelli e teorie in modo critico ed indipendente. Per questi motivi
organizzazioni sovranazionali, associazioni e singoli professionisti ed
accademici la vollero coinvolgere invitandola a far parte delle loro
iniziative; Jaqueline riuscì ad essere al centro di una fitta rete relazionale
nella quale vennero elaborate teorie e progetti assolutamente innovativi per il
tempo e che sono entrate a far parte della nostra cultura contemporanea di
architetti e di pianificatori.

### Studi e ricerche su Jaqueline Tyrwhitt
Una ricerca biografica su Jaqueline Tyrwhitt è stata già condotta da parte della professoressa della Portland University Ellen Shoshkes che ha prodotto nel 2013 un libro che riassume una ricerca lunga e dettagliata finalizzata alla ricostruzione della sua vita. Quello che viene messo in luce nel libro sono i personali contributi della Tyrwhitt e un inquadramento delle sue diverse esperienze contestualizzate nella sua vita privata e sentimentale. 
In diversi saggi ed articoli che trattano della figura di Jaqueline Tyrwhitt questi contributi sono messi in risalto in relazione a diversi temi: nello scritto di Michael Darroch “Interdisciplinary Vocabularies at the University of Toronto's Culture and Communications Seminar, 1953-1955” viene approfondito il progetto di ricerca sviluppato con McLuhan e il rapporto con Sigfried Giedion all'università di Toronto, dove il ruolo di mediatore della Tyrwhitt viene messo in evidenza. Un interessante lavoro di recente pubblicazione è stato dedicato al potere divulgativo delle esibizioni di architettura: "Exhibitions and the development of modern planning culture" (2014), edito da Robert Freestone e Marco Amati, una raccolta di saggi dove Ellen Shoshkes ha scritto Visualizing the Core of an Ideal Democratic Community: Jaqueline Tyrwhitt and Post-war Planning Exhibitions. 
Ellen Shoshkes ha a sua volta trattato in dettaglio parte di alcune reti intorno alla figura della Tyrwhitt: nell'articolo “Martin Meyerson and Jaqueline Tyrwhitt and the Global Exchange of Planning Ideas” (2010) l'attenzione viene incentrata sul parallelismo tra le carriere di Jaqueline e di Martin Meyerson, in particolare negli anni in cui lavorarono insieme alla Harvard University per la Graduate School of Design e per i simposi di Delos. Con Sy Adler sempre Ellen Shoshkes scrisse “Planning for healthy people/healthy places: lessons from mid-twentieth century global discourse” dove l'attenzione viene incentrata sull'integrazione tra urbanistica e studi di ordine igienico-sanitario. Il lavoro svolto dalla Tyrwhitt per Ekistics è stato in parte descritto da Panayiota Pyla nella sua tesi “Ekistics, Architecture and Environmental Politics a Prehistory of Sustainable Development” (2002) e nel suo articolo “Planetary Home and Garden: Ekistics and Environamental-Developmental Politics” (2009). Infine la tesi di dottorato conseguito al ETH di Zurigo del Professor Reto Geiser “Giedion in-between” dedica generosi approfondimenti sul contributo di Jaqueline Tyrwhitt, che lavoro' con Giedion per oltre venti anni. La tesi di Geiser è particolarmente interessante poiché ha investigato il ruolo del rinomato storico dell'arte a cavallo tra diversi contesti culturali, istituzioni e discipline, descrivendo quei processi di interscambio e quelle iniziative che hanno costituito il retroscena del lavoro per cui lo storico svizzero è ancora celebre al giorno d'oggi.
Doveroso infine citare “Network Fever” (2001) un articolo scritto da Mark Wigley per Greyroom, un giornale del Massachusetts Institute of Technology. L'autore cerca di ripercorrere le vicende attraverso le quali si sia formata una “rete che parlava di reti” negli anni 60 e 70, e di come connessioni sempre più numerose e pervasive caratterizzi l'età contemporanea anche nella formazione del suo sapere. La presenza di reti tra intellettuali o professionisti di per sé non costituisce un elemento di innovazione nella storia dell'umanità; è il potenziamento di queste reti tramite la tecnologia ed il diverso uso che le caratterizza a segnare un cambiamento nell'età contemporanea. Questo cambiamento è stato annunciato e studiato ben prima che si verificasse, in parte grazie a figure che facevano parte di gruppi ed associazioni di cui la Tyrwhitt faceva parte, come Buckminster Fuller.
L'unico testo in italiano dedicato a Jaqueline Tyrwhitt è il capitolo scritto da Paola Zanotto per il volume Donnarchitettura, edito da Maria Grazia Eccheli e Mina Tamborino, pubblicato nel 2014.
La figura di Jaqueline Tyrwhitt è stata poco studiata in passato, ed è tuttora oggetto di ricerche da parte di un ristretto numero di ricercatori e dottorandi.